# Mads Hermansen
Mads Hermansen (født 11. juli 2000) er en dansk professionel fodboldspiller, der spiller som målmand for West Ham United F.C..

## Opvækst
Mads Hermansen er opvokset i Odense på Fyn.

## Klubkarriere
Mads Hermansen startede sin karriere i Næsby Boldklub. Han startede i marken, men blev målmand ved et tilfælde grundet betændelse i akillessene som 10-årig.

### Brøndby IF
Han skiftede til Brøndby IF i september 2015. Fra sommeren 2019 rykkede han op som en fast del af klubbens Superliga-trup.
Den 5. november 2020 fik Hermansen sin professionelle debut i DBU Pokalen mod Ledøje-Smørum Fodbold, som endte med en 1–0 sejr til Brøndby.

### Leicester City F.C.
Mads Hermansen skiftede i juli 2023 fra Brøndby IF til Leicester City på en femårig kontrakt. Allerede i sin debutkamp mod Coventry City viste han sig som en sikker sidste skanse, og i sin første sæson blev han fast førstevalg i målet. Han spillede en nøglerolle i Leicesters Championship-triumf 2023/24, der sikrede klubben oprykning til Premier League, og han blev udtaget til sæsonens hold.
I august 2024 fik Hermansen sin Premier League-debut mod Tottenham, men foråret 2025 blev ødelagt af en lyskeoperation, der satte en tidlig stopper for hans sæson.

### West Ham United F.C.
I begyndelsen af august 2025 er det blevet rapporteret, at West Ham har nået enighed med Leicester City om en overførsel af Mads Hermansen for omkring £18 millioner.

## Titler
Superligaen 2020-21 med Brøndby IF.
EFL League Championship 2023-2024 med Leicester City